# Kirschbaum (Gefrees)
Kirschbaum ist ein Gemeindeteil der Stadt Gefrees im Landkreis Bayreuth (Oberfranken, Bayern). Kirschbaum liegt in der Gemarkung Streitau.

## Geografie
Die Einöde liegt auf freier Flur. Eine Gemeindeverbindungsstraße führt nach Streitau zur Kreisstraße BT 7 (0,8 km südlich) bzw. nach Tennersreuth (1,2 km nordöstlich). Ein Anliegerweg führt nach Unterbug (0,4 km nördlich).

## Geschichte
Im Jahr 1320 wurde der Ort als „ze dem Kirseboume“ erstmals urkundlich erwähnt.
Von 1797 bis 1810 unterstand Kirschbaum dem Justiz- und Kammeramt Gefrees. Infolge des Ersten Gemeindeedikts wurde Kirschbaum dem 1812 gebildeten Steuerdistrikt Streitau und der zugleich entstandenen Ruralgemeinde Streitau zugewiesen. Im Zuge der Gebietsreform in Bayern wurde Kirschbaum am 1. Mai 1978 nach Gefrees eingemeindet.

### Einwohnerentwicklung
| Jahr      | 001856 | 001861 | 001871 | 001885 | 001900 | 001925 | 001950 | 001961 | 001970 | 001987 |
| Einwohner |        | 5      | 5      | 9      | 4      | 4      | 5      | 6      | 5      | 3      |
| Häuser    | 1      |        |        | 1      | 1      | 1      | 1      | 1      |        | 1      |
| Quelle    | [ 6 ]  | [ 9 ]  | [ 10 ] | [ 11 ] | [ 12 ] | [ 13 ] | [ 14 ] | [ 15 ] | [ 16 ] | [ 1 ]  |

## Religion
Kirschbaum ist nach St. Georg (Streitau) gepfarrt und seit der Reformation evangelisch-lutherisch geprägt.